# Jadviga párnája (film)
A Jadviga párnája egy 2000-ben bemutatott magyarok filmdráma Deák Krisztina rendezésében. A forgatókönyvet, saját 1997-es regényéből Závada Pál és Deák Krisztina írta. 

## Cselekmény
|  | Alább a cselekmény részletei következnek! |

A történet az első világháború idején és kicsivel azt követően játszódik egy délkelet-magyarországi kisvárosban. Egy fiatalember, Ondris, aki a város szlovák kisebbségéhez tartozik, és felesége, Jadviga boldogtalan házasságban élnek. A nő nem tudja viszonozni a férfi iránta érzett odaadását, és szerelmi viszonyt kezd egy Franci nevű ügyvéddel. A boldogtalan kapcsolat egy szenvedélyes vidéki férfi és az ugyancsak szenvedélyes, de sokkal műveltebb felesége között zajlik, aki többet akar az élettől, de nem kapja meg. 
|  | Itt a vége a cselekmény részletezésének! |

## Szereplők
- Tóth Ildikó – Jadviga
- Bodó Viktor – Ondris
- Roman Luknár – Franci
- Csomós Mari – Mamovka
- Đoko Rosić – Gregor
- Ónodi Eszter – Irmus
- Fesztbaum Béla – Buchbinder Miki
- Marián Labuda – Bacovszky, pap
- Ujlaki Dénes – Szilágyi
- Majsai-Nyilas Tünde – Anci
- Csányi Sándor – Rosza Pali
- Trill Zsolt – Szvetlik Pista

## Nézettség
A nézettségi adatok szerint 51 951 jegyet adtak el rá.